# Tissint
Tissint (franska: Tissint (CR), Tissint (Commune Rurale), arabiska: ابن يعقوب) är en kommun i Marocko.   Den ligger i provinsen Tata och regionen Souss-Massa, i den centrala delen av landet, 500 km söder om huvudstaden Rabat. Antalet invånare är 9 836.